# Geosaurus
Geosaurus è un genere estinto di rettili, imparentato con i coccodrilli, vissuto nel Giurassico superiore (circa 150 milioni di anni fa). I suoi resti si rinvengono in Europa (principalmente in Germania e Francia), in Messico e in Argentina. Anche se il suo nome significa "lucertola della terra", era una creatura marina.

## Il coccodrillo - pesce
Dotato di zampe trasformate in pinne, il geosauro era perfettamente adattato alla vita acquatica. Il corpo allungato e sottile, così come il rostro armato di numerosi denti acuminati, fanno supporre che questo animale fosse molto agile e potesse arpionare i veloci pesci che costituivano le sue prede. 

Le zampe, molto corte, erano simili a pagaie: il paio anteriore era ridotto a poco più di moncherini, mentre quello posteriore era di dimensioni doppie.

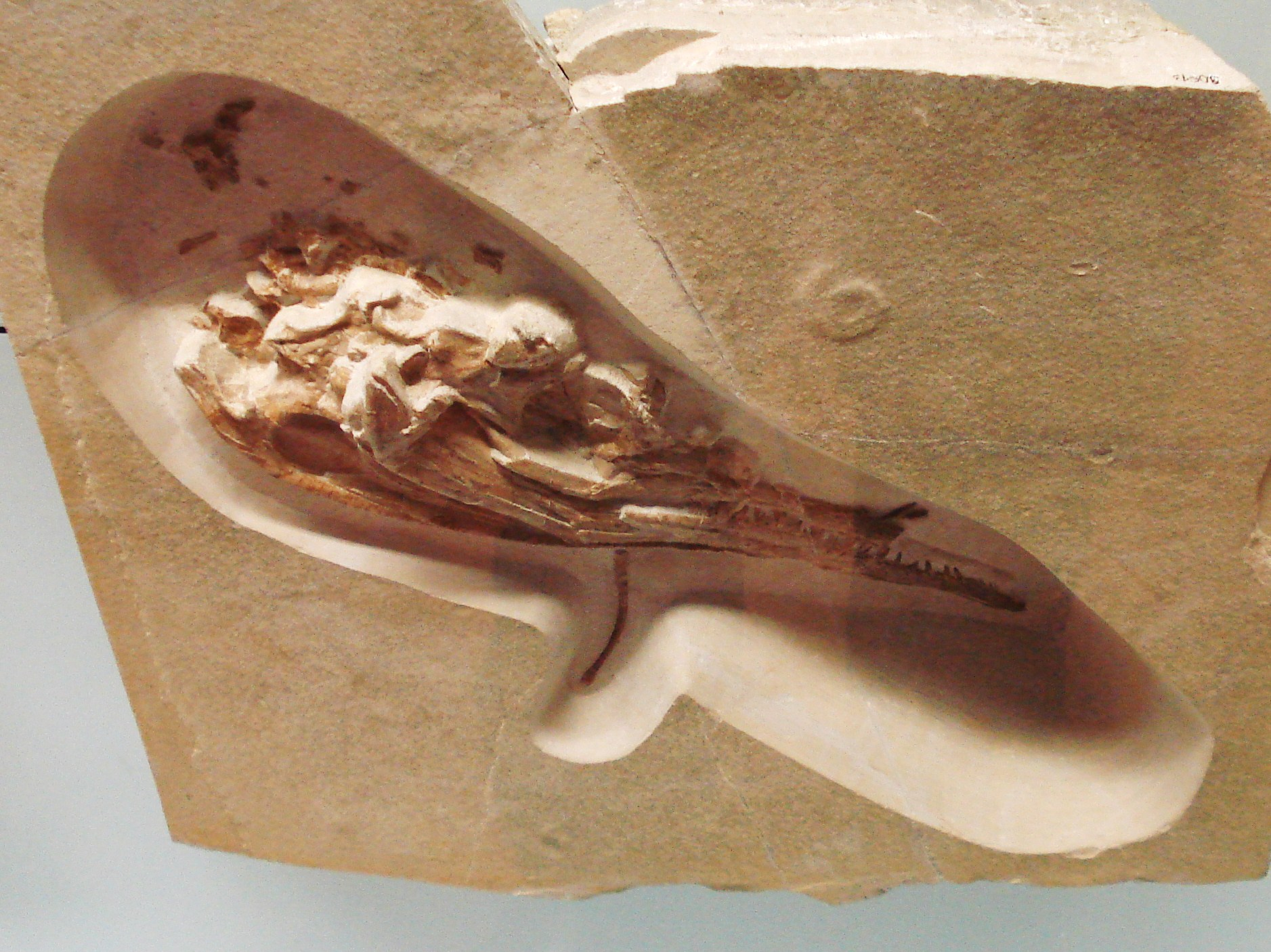
Fossile di Geosaurus suevicus

Una caratteristica del geosauro era la presenza di una pinna caudale fortemente arcuata (ancor più che nell'affine Metriorhynchus), molto simile a quella del tonno: in realtà, la pinna era formata da due lembi carnosi sostenuti dalle vertebre caudali, che facevano inarcare notevolmente verso il basso la colonna vertebrale nel suo tratto finale. 

Alcuni splendidi fossili di questo animale, rinvenuti in Germania, mostrano i contorni del corpo dell'animale, sotto forma di una sottile pellicola carboniosa scura, in cui si possono ammirare anche piccoli dettagli come le pieghe cutanee di zampe e pinne.